# El Kilómetro Quince
El Kilómetro Quince är en ort i Mexiko.   Den ligger i kommunen Cosoleacaque och delstaten Veracruz, i den sydöstra delen av landet, 500 km öster om huvudstaden Mexico City. El Kilómetro Quince ligger 11 meter över havet och antalet invånare är 105.
Terrängen runt El Kilómetro Quince är mycket platt. Havet är nära El Kilómetro Quince åt nordost. Runt El Kilómetro Quince är det tätbefolkat, med 427 invånare per kvadratkilometer. Närmaste större samhälle är Coatzacoalcos, 10,5 km öster om El Kilómetro Quince. Omgivningarna runt El Kilómetro Quince är en mosaik av jordbruksmark och naturlig växtlighet.